# Болдырев, Никита Александрович
Ники́та Алекса́ндрович Бо́лдырев (род. 23 ноября 1987, Москва) — российский гитарист, композитор, педагог.

## Биография
Никита Болдырев родился в 1987 году в Москве. Игре на классической гитаре начал обучаться осенью 1999 года. В 2001 году был включён в Книгу рекордов планеты как «установивший мировой рекорд по скорости освоения гитарного репертуара» (формулировка Российского комитета по регистрации рекордов планеты).
В 2003—2007 годы учился в Государственном музыкальном колледже эстрадно-джазового искусства, который окончил с отличием (класс классической гитары А. Ф. Гарина, джазовой гитары — А. Ю. Кутейникова). В период учёбы в колледже был стипендиатом Министерства культуры Российской Федерации и Международного благотворительного фонда Владимира Спивакова. В 2006 году Указом Президента РФ удостоен премии для поддержки талантливой молодёжи. В 2007—2012 годы учился в Государственной классической академии им. Маймонида (класс гитары Н. М. Головни).
Никита Болдырев выступал с сольными концертными программами в городах России, Украины, Белоруссии, Сербии, Молдовы, участвовал в гитарных и джазовых фестивалях в России, Польше, Сербии, Австрии, Украине, Белоруссии, Румынии, в том числе в фестивалях «Мир гитары» (Калуга, 2009, 2013, 2022), «Виртуозы гитары» (Москва, 2012), «Strings» (Сербия, Лесковац, 2015), «Золотые грифы» (Москва, 2017), «Гитара. От классики до рока» (Москва, 2018, 2025), «Розовая Пантера» (Уфа, 2018), «Harmonia Cordis International Guitar Festival» (Румыния, 2018), «GuitarMagFest» (Москва, 2021), фестивале имени Фраучи (Москва, 2023).
Сотрудничал в разное время с композиторами Геннадием Гладковым, Вячеславом Осьмининым, Мариной Ландой, Юрием Маркиным, Никитой Кошкиным, Юлией Финкельштейн.
Являлся эндорсером брендов Perez и Alhambra. Также сотрудничал с компанией Yamaha.
В настоящее время является эндорсером отечественного бренда NewTone Guitars.
С 2008 по 2021 год преподавал в Гитарном колледже (Москва). Разработал оригинальную методику обучения технике фингерстайла, аранжировке и  импровизации на гитаре. Эта методика реализована в проекте «Гитарная школа Никиты Болдырева». 
Современное творчество Никиты Болдырева базируется на стыке классической и джазовой музыки. Стилистически его репертуар можно охарактеризовать как «джаз в классической гитаре» и «фингерстайл».

## Участие в конкурсах
- 2002 — Москва — VIII Международный фестиваль-конкурс «Роза ветров». Номинация «Инструментальная музыка. Соло» — первая премия.
- 2003 — Волгоград — I Международный фестиваль-конкурс исполнителей на классической гитаре «Tabula Rasa» — вторая премия (первая не присуждалась).
- 2004 — Москва — Всероссийский фестиваль-конкурс «Многоликая гитара». Номинация «Классическая гитара» — первая премия.
- 2006 — Москва — IV Московский фестиваль «Вдохновение» — гран-при.
- 2008 — Москва — Всероссийский фестиваль-конкурс «Многоликая гитара». Номинация «Акустическая гитара» — первая премия и специальный приз за авторские аранжировки.
- 2008 — Ялта — III Международный джазовый фестиваль-конкурс «Джалитон». Номинация «Инструментальное соло» — первая премия.

## Пресса
- «С Никитой было очень легко разговаривать. Он легко улавливал мои гармонии, мои идеи. Вообще, слыша его игру и его музыкальные возможности, я радуюсь, что сейчас появились не просто гитаристы-исполнители, а люди с более широким кругозором и свободным музыкальным мышлением». // Из интервью с Геннадием Гладковым, Гитарный журнал, 2017 г.

- «Никита Болдырев завоевал зал не только великолепной техникой, но и удивительным обаянием и артистизмом». // Мордовская государственная филармония, 2015 г.

- «Молодой виртуоз покорил зал своим природным и профессиональным музыкальным обаянием». // «Владимирские ведомости», 2011 г.